# Ґміна Старі Богородчани
Ґміна Старі Богородчани — колишня сільська ґміна Станиславівського повіту Станиславівського воєводства Польської республіки (1934–1939). Центром ґміни було село Старі Богородчани.
Ґміну Старі Богородчани було утворено 1 серпня 1934 у межах адміністративної реформи в ІІ Речі Посполитій із дотогочасних сільських ґмін: Старі Богородчани, Гринівка, Лесівка і Нивочин .
17 січня 1940 р. ґміну було ліквідовано і її територію включено до утвореного Богородчанського району. Під час німецької окупації з липня 1941 р. до липня 1944 р. територія ґміни була включена до ґміни (волості) Богородчани.